# ماي سويت
ماي سويت (بالبورمية: မေဆွိ)‏ هي مغنية وممثلة ميانمارية، ولدت في 13 فبراير 1962 في يانغون في ميانمار.